# عمیق (بقاع)
عمیق (به عربی: عمیق) یک منطقهٔ باستان‌شناختی در لبنان است که در زحله واقع شده‌است.